# Al-Tadhamon SC
Der al-Tadhamon SC (arabisch نادي التضامن الرياضي, DMG Nādī t-Taḍāmun ar-riyāḍī) ist ein kuwaitischer Fußballverein mit Sitz im Gouvernement al-Farwaniyya. Der Klub spielt derzeit in der erstklassigen Kuwaiti Premier League.

## Geschichte

### Gründung bis 1980er Jahre
Der Klub wurde am 8. Juni 1965 gegründet und nahm erst einmal am unterklassigen Spielbetrieb teil. Nach der Meisterschaft in der zweiten Liga stieg der Klub zur Saison 1967/68 erstmals in die erste Liga auf. Bereits nach einer Spielzeit stieg die Mannschaft mit lediglich einem Punkt aus zehn Spielen direkt wieder ab. Nach einer weiteren Meisterschaft im Unterhaus gelang zur Saison 1974/75 schließlich der nächste Aufstieg, diesmal gelang es auch die Klasse zu halten. Nach der Spielzeit 1975/76 ging es mit acht Punkten schließlich wieder in die zweite Liga zurück. Die Zeit überdauerte jedoch nicht so lange, da die Ligen zur Saison 1979/80 zusammen gelegt wurden und somit der Klub wieder erstklassig spielte.
Zusammen mit al-Sulaibikhat wurde die Mannschaft nach der ersten Saisonhälfte 1980/81 aus der Liga zurückgezogen. Zur nächsten Saison trat die Mannschaft aber wieder an. Nach der Spielzeit 1984/85 wurden die Spielklasse dann wieder aufgeteilt und der Klub ging wieder in die zweite Liga zurück. Zur Saison 1985/86 gelang mit dem dritten Meistertitel aber erneut der direkte Wiederaufstieg. Darauf folgte jedoch auch, mit lediglich acht Punkten, der direkte Wiederabstieg. Nach dem zweiten Golfkrieg wurde die Saison 1991/92 in zwei Gruppen gespielt. Tadhamon landete dabei in Gruppe A und schloss diese mit 12 Punkten auf dem sechsten und damit vorletzten Platz ab. Zur nächsten Spielzeit ging es für den Klub wieder in die zweite Liga.

### Hochzeiten in der Premier League
Ein weiteres Mal, wurden die Ligen zur Saison 1994/95 zusammengelegt. Hier hielt sich die Mannschaft stets im Mittelfeld auf. Zur Saison 1998/99 gelang mit 22 Punkten sogar die der zweite Platz und damit die Teilnahme an den Play-offs zur Meisterschaft. Hier landete die Mannschaft am Ende der Runde jedoch nur auf dem dritten von vier Plätzen. Die Spielzeit 1999/2000 endete für den Klub mit 23 Punkten dann sogar auf dem ersten Platz, in den abschließenden Play-offs gelang jedoch abgeschlagen mit sechs Punkten nur der letzte Platz. Nachdem zur Spielzeit 2000/01 die Anzahl der teilnehmenden Teams verringert worden war, landete die Mannschaft mit 16 Punkten nur auf dem siebten Platz. Wodurch ein Relegationsspiel gegen al-Fahaheel nötig wurde. Dieses konnte jedoch mit 2:1 gewonnen werden, womit die Mannschaft der Klasse erhalten blieb. Nach der Folgesaison ging es mit zehn Punkten als letzter dann aber endgültig wieder nach unten. Die nächste Rückkehr fand dann mit der erneuten Zusammenlegung der Ligen zur Saison 2003/04 statt. Zwar spielte die Mannschaft nicht wirklich vorne mit so, konnte sie trotzdem den Klassenerhalt des Öfteren meistern. Nach der Saison 2006/07 landete der Klub mit 9 Punkten auf einem der hinteren Plätze und hätte eigentlich mit al-Arabi einen Absteiger ausspielen müssen. Nachdem die Partie aber dreimal verschoben worden war, durften beide Teams der Liga erhalten bleiben. Hier spielte die Mannschaft auch noch bis zur Saison 2009/10 wo sie mit acht Punkten im Abstiegs Play-off landete. Das Spiel gegen al-Jahra endete mit einem 6:7 im Elfmeterschießen. womit die Mannschaft in die zweite Liga absteigen musste.

### Heutige Zeit
Die Saison 2013/14 wurde wieder mit einer gemeinsamen Spielklasse gespielt. Tadamon platzierte sich am Ende hier im Mittelfeld. Nachdem die nächste Spielzeit mit acht Punkten nur auf dem 14. und damit letzten Platz geendet hatte, ging der Klub Pleite und trat somit erst wieder zur Spielzeit 2016/17 an, wo mit 39 Punkten über den achten Platz jedoch der Abstieg in die wiedereingeführte zweite Liga verhindert werden konnte. Seitdem spielt die Mannschaft auch noch bis heute in der ersten Liga. Zwar hätte die Mannschaft am Ende der Spielzeit 2019/20 über den vorletzten Platz absteigen müssen, jedoch wurde entschieden, dass es keine Absteiger in dieser Saison geben soll.

## Erfolge
- Meister der Kuwaiti Division One: 4
  - 1966/67, 1973/74, 1985/86, 2020/21

## Bekannte Fußballspieler
- Jamal Mubarak (* 1974)